# Profiel (geologie)

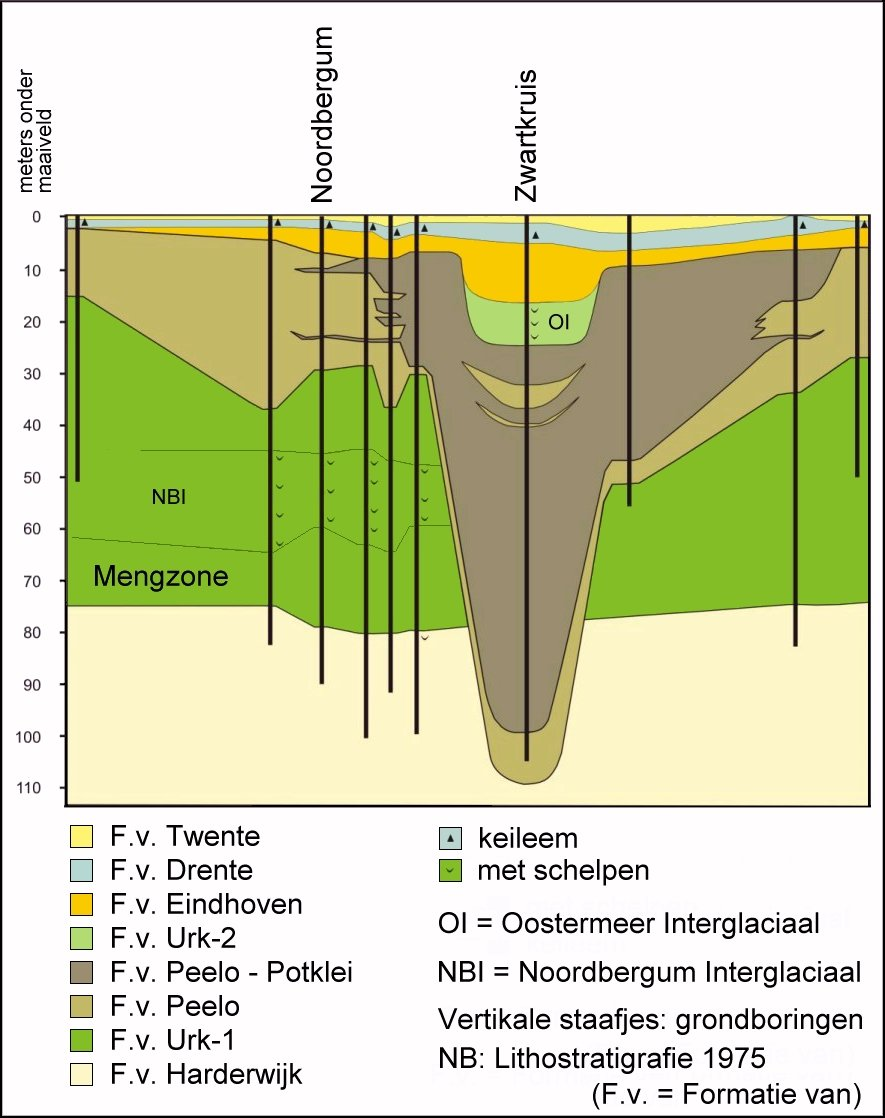
Geologisch profiel samengesteld uit gegevens van grondboringen door het tunneldal bij Noordbergum in de provincie Friesland
Let op: hier is de oude Nederlandse lithostratigrafie gebruikt

Onder een geologisch profiel kan worden verstaan:
- 1 - Een natuurlijke doorsnede in een lagenserie van gesteenten. De gesteenten kunnen geconsolideerd (bijvoorbeeld zandsteen) of onverhard (bijvoorbeeld zand) zijn. De doorsnede kan zowel open in het landschap liggen en wordt dan een (natuurlijke of kunstmatige) ontsluiting genoemd, als een lagenserie in een boring zijn. Met een profiel kan zowel het object zelf als de grafische voorstelling (tekening, foto) ervan bedoeld worden.
- 2 - Een grafische voorstelling van een min of meer geïnterpreteerde verticale doorsnede van (een deel van) de aardkorst gebaseerd op gegevens uit de ondergrond en eventueel van het aardoppervlak, meestal weergegeven langs een rechte lijn. De dimensies van een geologisch profiel kunnen sterk variëren, van meter- tot kilometer schaal. Vaak worden de hoogte en de lengte van een profiel niet op dezelfde schaal afgebeeld. Veelal is de hoogte sterk overdreven ten opzichte van de lengte, zoals in bijgaand figuur van het tunneldal het geval is.

Geologische profielen kunnen op verschillende gegevens gebaseerd zijn. Vaak zijn dat boringen (en/of ontsluitingen) die min of meer langs een rechte lijn geplaatst zijn, het kunnen echter ook sonderingen of seismische gegevens zijn of een combinatie van deze gegevens. Boorgegevens kunnen bestaan uit de beschrijving van de lithologie, maar ook uit meetgegevens.
Een andere term is 'geologische sectie'.